# Teamspace
teamspace ist eine in mehreren Sprachen verfügbare webbasierte Groupware, mit der Gruppen über das Internet zusammenarbeiten können. Hierbei hat jede Gruppe einen eigenen Raum, der unter anderem mit Kalender, Aufgabenverwaltung, Dateiablage, Projektmanagement, Adressverwaltung ausgestattet ist. Es besteht eine Online-Version und eine Version für die Installation auf einem Firmenserver. Für Studenten und Universitäten kann Teamspace kostenlos lizenziert werden. Anfang 2009 waren rund 120.000 Nutzer registriert.

## Weblink
- Website von teamspace